# Джорджеску, Теохари
Теохари Джорджеску (рум. Teohari Georgescu; 31 января 1908, Китила — 31 декабря 1976, Бухарест) — румынский коммунистический политик и государственный деятель, в 1945—1952 — член Политбюро и секретарь ЦК РКП/РРП, вице-премьер и министр внутренних дел РНР. Принадлежал к высшему партийно-государственному руководству, входил в близкое окружение Георгиу-Дежа и Паукер. Участвовал в подавлении антикоммунистического партизанского движения, организатор массовых репрессий. Отстранён и арестован в ходе внутренней борьбы в руководстве РРП. Реабилитирован при правлении Чаушеску.

## Подпольщик-коммунист
Родился в многодетной семье сельского торговца-бакалейщика (Китила, ныне пригород Бухареста, являлась тогда сельской местностью). Впоследствии возникла версия о его еврейском происхождении, но это считается легендой. Окончил два класса школы, два курса в училище графиков, один курс в школе унтер-офицеров. Работал в лавке отца. Устроился наборщиком в бухарестскую типографию Cartea Romaneasca. Вступил в профсоюз типографских рабочих «Гутенберг».
Тайно печатал коммунистические листовки, проникся этими взглядами. В 1927 состоял в забастовочном комитете печатников. В 1929 вступил в нелегальную Румынскую коммунистическую партию (РКП). В 1933 был избран в профсоюзный комитет полиграфистов и руководящую комиссию профсоюзов Бухареста, был членом Генеральной комиссии профсоюзов Румынии. В 1933—1935 трижды арестовывался, несколько месяцев провёл в тюрьмах Бухареста, Жилавы, Плоешти.
С 1936 Теохари Джорджеску был функционером подпольных структур РКП. Состоял в Бухарестском горкоме, возглавлял районные парторганизации. С августа 1938 член ЦК РКП, в 1940—1941 — секретарь ЦК. В апреле 1940 сопровождал генерального секретаря РКП Штефана Фориша в поездке в СССР. Изучал в Москве методы кодирования и шифрования на курсах НКВД. Вернулся в Румынию в апреле 1941, был вновь арестован Сигуранцей, приговорён к десяти годам заключения и помещён в тюрьму Карансебеша. Занимал руководящее положение в т. н. «тюремной фракции» РКП, во главе которой стоял Георге Георгиу-Деж.

## Министр-сталинист
25 августа 1944, через день после «королевского переворота», Теохари Джорджеску с другими коммунистами был освобождён из тюрьмы. В условиях советской оккупации РКП быстро превратилась в решающую политическую силу. Высокопоставленные партийные функционеры занимали ключевые государственные посты. По рекомендации Анны Паукер Теохари Джорджеску сначала был назначен госсекретарём МВД, затем 6 марта 1945 сменил Николае Радеску на посту министра внутренних дел. На общенациональной конференции РКП в октябре 1945 введён в состав Политбюро и утверждён секретарём ЦК. На выборах 1946 стал членом палаты депутатов. Через два года, с марта 1948 — вице-премьер в правительстве Петру Грозы.
Теохари Джорджеску сыграл важную роль в установлении коммунистического режима в Румынии. На министерском посту он быстро взял под партийный контроль полицию, жандармерию и органы госбезопасности. Действовал в тесной координации с резидентом советской разведки полковником Дмитрием Федичкиным. Жёстко подавлял антикоммунистические выступления. 8 ноября 1945 дал указание на силовой разгон демонстрации монархистов в поддержку Михая I — одиннадцать убитых, более тысячи арестованных (но первоначально, не желая уличного столкновения, Джорджеску предлагал организаторам провести мероприятие в закрытом помещении и гарантировал безопасность).
В 1946 Джорджеску непосредственно участвовал в расправе над бывшим генсеком Штефаном Форишем — конкурентом Георгиу-Дежа. Министр Джорджеску, партийный идеолог Иосиф Кишинёвский и орадийский партийный секретарь Гаврилэ Бирташ обвинили Фориша в государственной измене. Начальник партийной безопасности Георге Пинтилие со своим водителем-охранником забили Фориша насмерть. Участвовал Джорджеску и в преследовании одного из основателей РКП Лукрециу Пэтрэшкану, но в этом случае старался смягчить условия — в частности, запретил применять пытки на следствии.

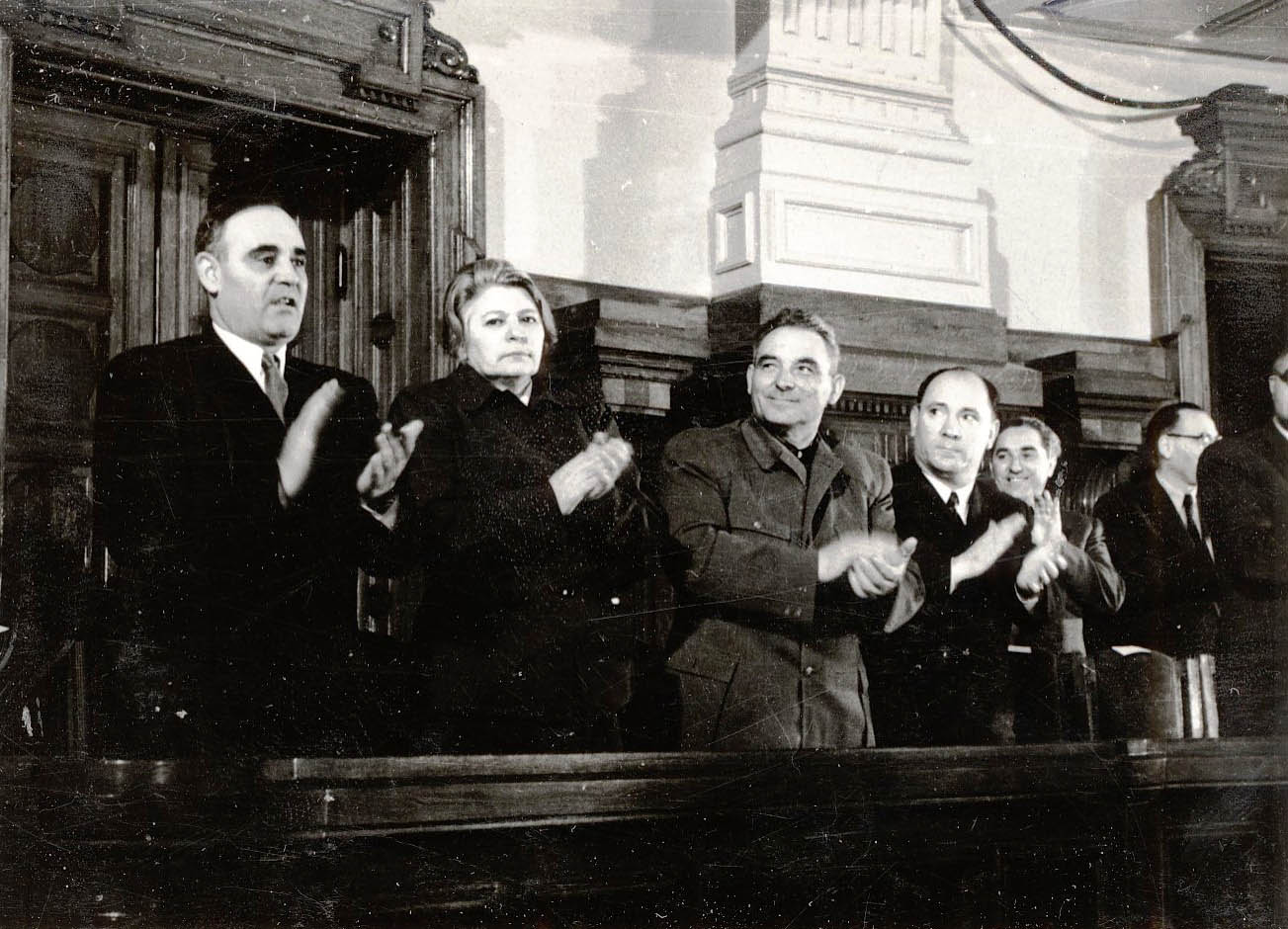
Слева направо: Георге Георгиу-Деж, Анна Паукер, Василе Лука, Теохари Джорджеску, 1951

МВД плотно контролировало проведение парламентских выборов 1946, управляемость Народно-демократического фронта со стороны РКП. Джорджеску заменял местных примаров администраторами-коммунистами, насаждал централизованную административную систему советского образца. Постепенно устранялись легальные конкуренты коммунистов. По указанию Джорджеску в июле 1947 агенты МВД сфабриковали «Дело Тэмэдэу» (по названию аэропорта): лидеры Национал-цэрэнистской партии (НЦП) получили разрешение на выезд во Францию, но были арестованы и обвинены в заговоре и попытке бегства. В заключении оказались Юлиу Маниу, Корнелиу Копосу, Ион Михалаке, Илие Лазэр, Николае Карандино. НЦП была запрещена.
Тогда же в 1947, после вынужденного отречения короля Михая, была провозглашена Румынская Народная Республика (РНР; с 1965 — Социалистическая Республика Румыния, СРР). Государственная власть консолидировалась в руках руководства РКП (в 1948—1965 называлась Румынской рабочей партией, РРП). Глава МВД Теохари Джорджеску руководил карательной политикой РРП. На рубеже 1940—1950-х причислялся к четвёрке высших партийно-государственных руководителей: Георге Георгиу-Деж, Анна Паукер, Василе Лука, Теохари Джорджеску. (Георгиу-Деж и Паукер оспаривали друг у друга общее руководство, Лука ведал экономической политикой, Джорджеску — репрессивным аппаратом.) Ночные «посиделки четвёрки» за картами и пивом с мититеями много лет спустя описывал Силвиу Брукан.
Министр Джорджеску жёстко проводил сталинистскую и просоветскую линию. В 1948 в системе МВД выделился Департамент госбезопасности — Секуритате во главе с Георге Пинтилие (с сентября 1951 структура временно переведена в Министерство госбезопасности). Значительная часть секуристских кадров подбиралась лично министром (подобно полковнику Михаю Патричу в Клужском управлении, известному особой жестокостью). Джорджеску курировал тюрьмы и трудовые лагеря, канал Дунай — Чёрное море. Организовывал раскулачивание, инициировал Бэрэганские депортации. В октябре 1948 приказал арестовать румынских католических епископов, которых назвал «бандитами».
Силы МВД вели ожесточённую борьбу против антикоммунистического партизанского движения. Осуществлялся тщательный сбор информации об отрядах и командирах, внедрялись осведомители Секуритате. Ключевыми карательными операциями Джорджеску руководил лично. Был внесён в ликвидационный список банатских повстанцев Спиру Блэнару и Петре Домашняну, но покушение не удалось.
В начале 1949 Джорджеску провёл закрытое совещание со своим заместителем Марином Жьяну, начальником Секуритате Георге Пинтилие и его заместителем Александром Никольским. Было принято решение о бессудных тюремных убийствах партизан, получивших сроки свыше пятнадцати лет. (Официально они не приговаривались к смертной казни из внешнеполитических имиджевых соображений.) Через начальника милиции генерала Павла Кристеску исполнение было поручено майору Эуджену Алимэнеску, известному как «Железный комиссар». Тайные убийства оформлялись как «пресечение попытки к бегству». Экзекуциям подвеглись десятки людей в тюрьмах Тимишоары, Клужа, Лугожа, Питешти, Жилавы.

## Коррупция и криминал
Неоднократно Теохари Джорджеску использовал силовой ресурс МВД для решения бытовых проблем родственников. В его министерской деятельности была заметная коррупционная составляющая. За крупные валютные выплаты и ценные подарки (изделия из драгметаллов, антикварная мебель, ковры) он избавлял от арестов состоятельных людей. Коммерсантам и промышленникам еврейской национальности за выкуп разрешался выезд в Израиль (от этого и возникло мнение о его еврейском происхождении). Такие порядки распространялись в министерском аппарате — так, замминистра Жьяну брал взятки электоплитками, столовыми приборами и т. д.
Иногда Джорджеску принимал плату в виде знакомства с женщинами. Известны были и внебрачные связи Джорджеску с министерскими секретаршами. В то же время Джорджеску выборочно смягчал режим содержания заключённых женщин, особенно с детьми.
Образ жизни министра Джорджеску отличался демонстративным роскошеством, «бросая вызов окружающей бедности». При нём держались представители столичной богемы, известные авантюристы, криминальные авторитеты. Он основательно подозревался в пособничестве банде, совершившей крупнейшее ограбление в истории Румынии. Профессиональные преступники Флорикэ Войнеску и Константин Каиро были друзьями юности министра внутренних дел. Обоих Джорджеску освободил из тюрьмы, принял в РКП и назначил в бухарестскую полицию.
Вскоре банда Войнеску—Каиро ограбила брашовское отделение Национального банка, взяв сумму, эквивалентную миллиону долларов, и триста золотых слитков. Впоследствии они совершили ещё несколько ограблений и убийств. При задержании с поличным преступники покончили с собой. Майор Алимэнеску (прообраз комиссара Миклована), организовавший успешную засаду, через несколько лет был арестован и впоследствии погиб при неясных обстоятельствах.

## Опала и арест
В руководстве РКП/РРП не было единства. Раскол проходил между участниками коммунистического подполья 1930—1940-х и функционерами Коминтерна, присланными из Москвы. Первую группу возглавлял Георгиу-Деж, вторую — Паукер. Джорджеску в этом раскладе занимал двойственное положение: он принадлежал к «тюремной фракции» Георгиу-Дежа, но отличался личной преданностью Паукер (в её честь назвал дочь Анной, что вообще было принято среди партийных сановников). В разгоревшемся конфликте Джорджеску принял сторону Паукер и Луки — и вместе с ними потерпел поражение на майском пленуме ЦК 1952 (Георгиу-Дежу и его сторонникам, после некоторых колебаний, отдал предпочтение Сталин).
Теохари Джорджеску был обвинён в «правом уклоне», «левом уклоне», «моральном разложении», «недостатке бдительности и классовой ненависти к врагам». Последний пункт вызвал искреннее удивление: он напомнил, что за время его руководства МВД арестованы 100 тысяч человек. Однако Джорджеску был снят со всех постов, выведен из ЦК и 13 февраля 1953 арестован Секуритате. Жена Джорджеску Мария попыталась уничтожить улики, успела сжечь часть валюты и утопить часть драгоценностей.
Следователи провели почти две сотни допросов Джорджеску. Для ужесточённого давления была арестована не только его жена, но и несовершеннолетние дети. Экс-министр дал все затребованные показания, в том числе «признался» в прежней работе на Сигуранцу. Но политическая ситуация изменилась, и Джорджеску не был выведен на процесс. Освободился в 1956.
В порядке «чёрного юмора» Георгиу-Деж отправил Джорджеску в ту же типографию, где он начинал тридцатью годами ранее. Опальный сановник работал наборщиком, потом был начальником производства, потом директором. Находился под надзором бывших подчинённых из Секуритате.

## Реабилитация
После смерти Георгиу-Дежа в 1965 во главе РРП/РКП и РНР/СРР стал Николае Чаушеску. Первые годы его правления ознаменовались «румынской оттепелью». Были осуждены прежние «злоупотребления», особенно действия Александру Дрэгича, преемника Джорджеску во главе МВД. В 1968 Теохари Джорджеску был реабилитирован ЦК.
Чаушеску даже демонстрировал особое расположение к Джорджеску. В 1971 Джорджеску как директор типографии был награждён званием Героя Социалистического труда и золотой медалью «Серп и Молот». На XI съезде РКП в 1974 он стал кандидатом в члены ЦК. Однако к реальной политике Джорджеску не допускался.
Теохари Джорджеску умер в румынской столице в возрасте 68 лет. Был похоронен у «Памятника Героям за свободу Народа и Родины, за социализм» — ныне Мавзолей в Парке Кароля I. В 1990, после антикоммунистической Румынской революции, останки Джорджеску эксгумированы и перезахоронены.